# مقلية مدية جزرية
مقلية مدية جزرية (الاسم العلمي: Alcaligenes aestus) هي نوع من البكتيريا، سلبية الغرام، تتبع المقلية.